# Битва за Гостомель
Битва за Гостомель — битва за контроль над селищем Гостомель між російськими та українськими збройними силами під час російського вторгнення в Україну 2022 року. У рамках Київської наступальної операції російські війська прагнули отримати контроль над Гостомелем, Бучею та Ірпінем, щоб оточити та взяти в облогу столицю України Київ із заходу. Через інтенсивність наступу на Київ Київська ОДА назвала Гостомель разом з Ірпенем, Бучею, трасою М06 і Вишгородом найнебезпечнішими місцями Київської області.

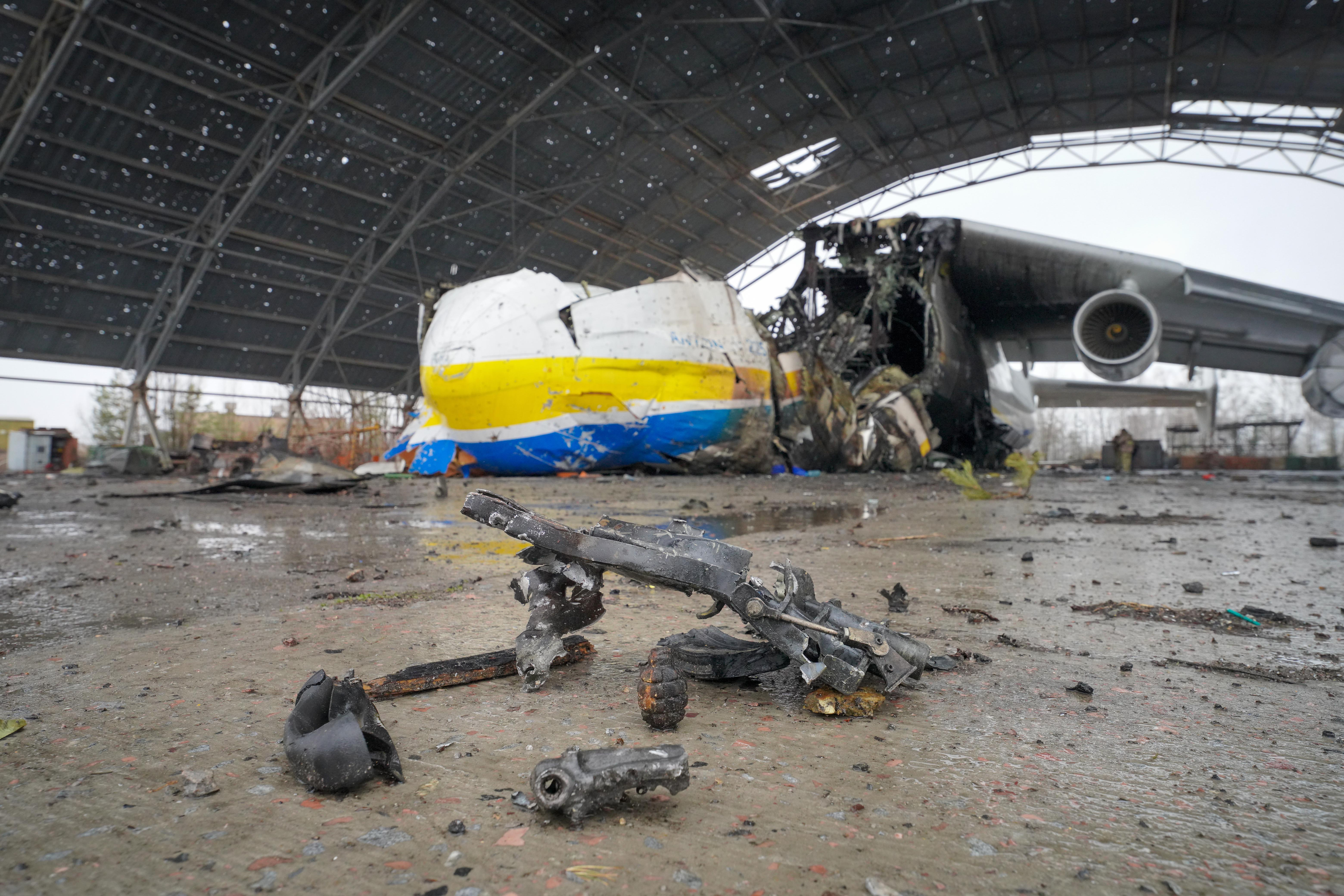
Залишки Антонова Ан-225

## Передісторія
24 лютого 2022 року російські ВДВ прибули на гелікоптерах і вступили в бій з українськими силами за контроль над аеропортом Гостомель. Українські сили спочатку витіснили російський десант з аеропорту, але невдовзі потрапили в бій російських підкріплень. 25 лютого 2022 року російські війська відбили в українців аеропорт Гостомель. У результаті бій перемістився з аеропорту в сусіднє місто, оскільки російські війська почали закріплюватися в Гостомелі та форсувати наступ.

## Битва

### 25–28 лютого 2022

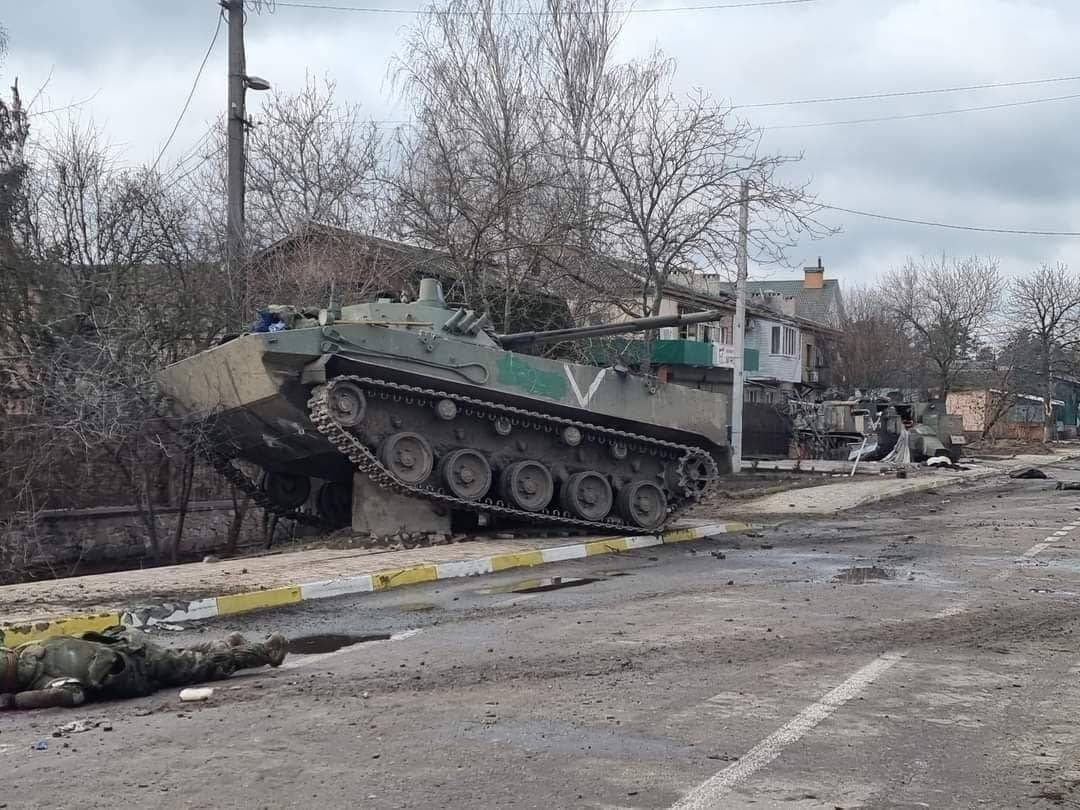
Російська БМД-4 застрягла на бетонному стовпі

Після бою за аеропорт українські та російські війська почали бої в Гостомелі та навколо нього. На опублікованих у соцмережах відео видно, як колона російських танків горить на околицях міста, а українські Мі-24 ракетами обстрілюють позиції росіян над житловим кварталом. Повідомлялося, що кадировці рушили на околиці міста або в аеропорт, готуючись до вбивства президента України Володимира Зеленського. У СБУ повідомили, що в колоні кадировців було понад 250 одиниць техніки та понад 1,5 тисячі «найкращих бійців Чеченської Республіки». Українська розвідка заявила, що отримала ці повідомлення від підрозділів ФСБ, які виступають проти вторгнення.
В ніч з 24 лютого по 25 лютого під час бою поблизу міста загинули Куликов Дмитро Олександрович та Савчук Микола Володимирович.
25 лютого 2022 Загинув Підполковник 299 БрТА Матуляк Геннадій Васильович під час знищення скупчення техніки ворога в м. Гостомелі, коли його літак збили.
26 лютого 2022 року за попередньою інформацією розвідки українські військові перехопили та знищили чеченську ударну групу, яка мала завдання вбити президента Зеленського. В іншому місці українські БПЛА зафіксували дві локації поблизу Гостомеля, де збиралися чеченські бойовики. Згодом українська Нацгвардія та група «Альфа» атакували ці місця, знищивши при цьому колону російської бронетехніки. За даними українських чиновників, під час нападу загинув чеченський генерал, командир 141-го мотострілецького полку Національної гвардії Росії Магомед Тушаєв. Українські сили повідомили, що внаслідок цих атак кадирівці зазнали великих втрат.

### 1–5 березня 2022

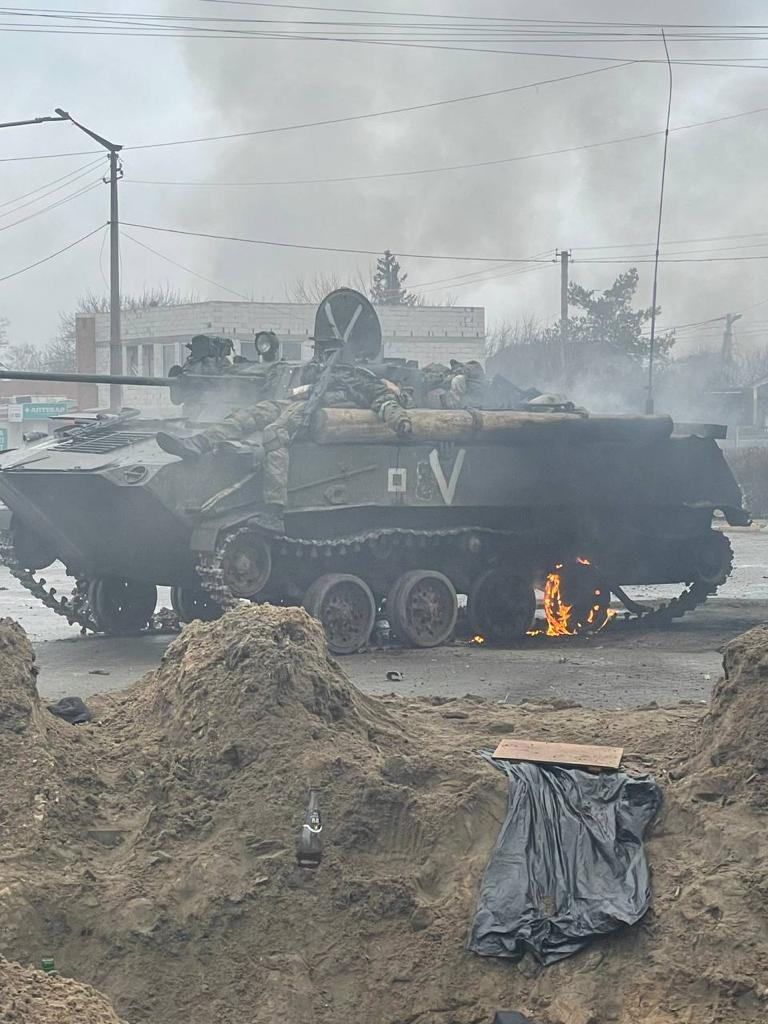
Російські мертві лежать на непрацездатній БМД-2

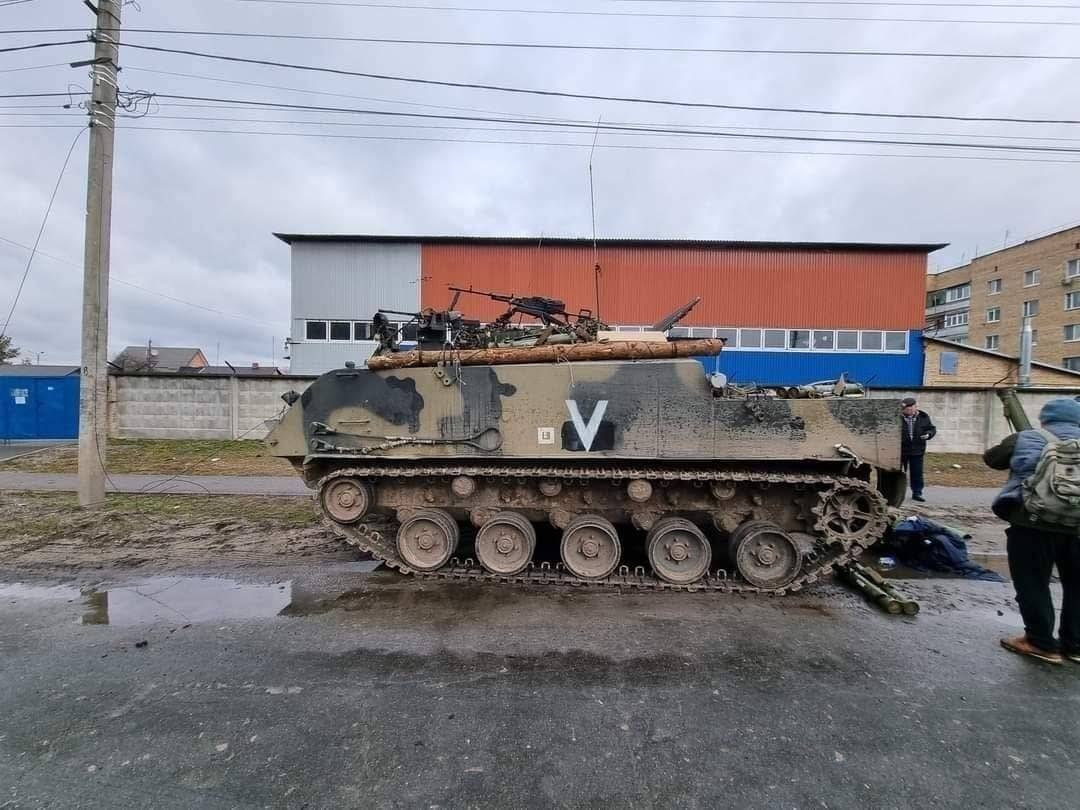
Пошкоджений російський БТР-МД

Жителі Гостомеля повідомили, що постійні обстріли та авіаудари російських військ позбавили їх води, їжі, електроенергії та медикаментів. Постійні бомбардування також перешкоджали жителям отримати гуманітарну допомогу, евакуюватися з міста або навіть прибрати трупи з вулиці. Повідомлялося, що кадирівці діяли ближче до Гостомельського аеропорту та грабували жителів, а російські війська тиснули на Гостомель. Очевидці повідомили, що російські військові обстріляли автомобіль швидкої допомоги.
3 березня 2022 року українські війська вступили в бій у містах Гостомеля з російськими військами. У Головному управлінні розвідки Міністерства оборони України (ГУР МО) повідомили, що підрозділи спецпризначення та ротно-тактична група «Ірпінь» знищили у Гостомелі 20 російських БМД (імовірно БМД-3 та/або БМД-4). Десять БМД були знищені о 18:30 (6:30 вечора) біля міського склозаводу. Російські війська були остаточно відбиті від міста. На відео, опублікованому в соціальних мережах, на якому зображено наслідки бою в місті, видно знищену та покинуту російську техніку та мертвих російських солдатів, що розкидалися по вулицях. Український снайпер убив генерал-майора Андрія Суховецького чи то в Гостомелі, чи то в Гостомельському аеропорту. Був заступником командувача 41-ї загальновійськової армії.
4 березня 2022 року українські сили вдруге вступили в бій з російськими силами на вулицях, як повідомляється, знищивши БМД і обстрілявши російські сили реактивними снарядами БМ-21 «Град». В іншому районі Гостомеля українські військові розгромили підрозділ кадировців, захопивши у них зброю, техніку та бронетехніку. Пізніше українські сили повідомили, що відновили контроль над Гостомелем у російських військ. Українська розвідка повідомила, що в боях під Гостомелем 31-а гвардійська десантно-штурмова бригада РФ загинула щонайменше 50 осіб. Повідомляється, що в бою брали участь спецпризначенці ГУР МО, 3-й полк спеціального призначення та місцева РТГ «Ірпінь». Російська зброя, техніка, персонал і особисті документи були захоплені українськими військовими, а будь-яка придатна зброя була передана РТГ «Ірпінь». У ГУР МО повідомили, що у загиблих російських військових не було документів, що посвідчують особу; лише довідки про щеплення та чисті медичні книжки. Проте того ж дня українські силовики повідомили, що біля аеропорту Гостомель загинув майор Валерій Чибінєєв. Згодом російські війська, як повідомляється, 31-ша гвардійська десантно-штурмова бригада, повернулися в Гостомель і зайняли житловий комплекс, взявши в заручники 40 і більше мешканців.
Журналіст на ім’я Руслан Вініченко описав своє шестиденне перебування в полоні російських військ у підвалі житлового будинку. За його словами, російські військові зібрали 60 осіб (включно з ним самим) у підвал і робили аналогічні дії з 90 людьми в сусідньому житловому комплексі, відібрали і знищили їхні телефони, пограбували квартири, поширювали неправдиву інформацію про стан війни, наприклад захоплення російськими військами Києва та Одеси. Мешканцям дозволялося виходити з підвалу лише для того, щоб покурити або набрати води. 10 березня, у день своєї втечі, Вініченко заявив, що російські військові оголосили про збір жителів для переїзду до Білорусі. Він намагався переконати решту мешканців втекти разом з ним, але вони були надто засмучені, щоб виїхати. Вініченко схопив свою дівчину та втік з міста після того, як їх підібрав проїжджаючий повз автомобіліст. Троє російських військових бачили, що вони роблять, але не потрудилися їх зупинити.
5 березня 2022 року російські війська захопили Гостомель і не дозволили мирним жителям евакуюватися з міста.

## Втрати
В ніч з 24 лютого по 25 лютого під час бою поблизу міста загинули Куликов Дмитро Олександрович та Савчук Микола Володимирович.
25 лютого 2022 Загинув Підполковник 299 БрТА Матуляк Геннадій Васильович під час знищення скупчення техніки ворога в м. Гостомелі, коли його літак збили.

## Українські контратаки
7 березня 2022 року міський голова Гостомеля Юрій Пилипко разом із кількома іншими волонтерами був убитий російськими військами під час роздачі мешканцям їжі та медикаментів. Повідомляється, що його тіло замінували російські війська. Коли місцевий священик прийшов, щоб забрати його тіло, співчутливий російський солдат не дав священику наблизитися, роззброїв пастку та допоміг завантажити тіло мера на тачку, щоб її відвезли. Поховали Юрія біля місцевої церкви з почестями. У якийсь момент українські війська відбили частину Гостомеля. Російські війська відповіли розгортанням двох батальйонно-тактичних груп у Гостомелі для підготовки до наступу.
8 березня 2022 року українські війська відбили нічний наступ росіян на Гостомель. Повідомлялося, що українські сили готують масштабну евакуацію та доставку гуманітарної допомоги для жителів Гостомеля. Наступного дня українські війська провели масштабну евакуацію по всій Київській області, зокрема й у Гостомелі. У Київській області евакуювали до 20 тисяч мирних жителів. Евакуація тривала наступного дня.
11 березня 2022 року жителі повідомили, що російські війська контролюють більшу частину Гостомеля, що ускладнює евакуацію цивільних осіб із міста чи отримання гуманітарної допомоги. Російська військова техніка була переміщена в центр міста та житлові райони, а російські припаси доставлялися гелікоптерами. Також очевидці повідомляли про те, що кадирівці вештаються по Гостомелю і з нікчемних причин розстрілюють мирних жителів. Тим не менш, 12 березня 2022 року автобуси змогли успішно евакуюватися з міста.
13 березня 2022 року українські війська атакували російських військ, які намагалися переправитися через річку біля Гостомеля по понтонному мосту. Було зруйновано міст і кілька російських автомобілів.
14 березня 2022 року глава Чеченської Республіки Рамзан Кадиров заявив, що увійшов до Гостомеля. Цю заяву не вдалося перевірити на момент оголошення, але вона була викликана сумнівами через те, що його заяву транслювали російські державні ЗМІ. Радник президента Олексій Арестович також засумнівався в заяві Кадирова через інформацію про те, що Кадирова бачили в Грозному за день до його оголошення. За добу у Гостомелі провели дві евакуації цивільного населення. Перша колона з 10 автобусів успішно евакуювала з Гостомеля матерів, дітей, людей похилого віку та інвалідів. Друга колона з чотирьох автобусів була обстріляна з російських мінометів. Внаслідок нападу одна жінка загинула, двоє чоловіків отримали поранення.
16 березня 2022 року українські війська розпочали контрнаступ проти російських військ в районі Києва, включно з Гостомелем. За словами начальника ГУ НП Київської області Андрія Нєбитова, українські сили змогли прорвати позиції росіян після артилерійських ударів. Він також заявив, що контратака зірвала план російських військ щодо прямого нападу на Київ.

## Відступ російських військ
1 квітня 2022 року голова Київської обласної військової адміністрації Олександр Павлюк заявив, що російські війська залишили Гостомель. 2 квітня 2022 року Міноборони України оголосило всю Київську область, де розташований Гостомель, вільною від російських військ після того, як російські війська були змушені покинули цю територію.